# Usawan
Usawan è una suddivisione dell'India, classificata come nagar panchayat, di 10 709 abitanti, situata nel distretto di Budaun, nello stato federato dell'Uttar Pradesh. In base al numero di abitanti la città rientra nella classe IV (da 10 000 a 19 999 persone).

## Società

### Evoluzione demografica
Al censimento del 2001 la popolazione di Usawan assommava a 10 709 persone, delle quali 5 714 maschi e 4 995 femmine. I bambini di età inferiore o uguale ai sei anni assommavano a 2 311, dei quali 1 262 maschi e 1 049 femmine. Infine, coloro che erano in grado di saper almeno leggere e scrivere erano 4 384, dei quali 2 875 maschi e 1 509 femmine.